# Cantonul Saint-Michel-sur-Orge
Cantonul Saint-Michel-sur-Orge este un canton din arondismentul Palaiseau, departamentul Essonne, regiunea Île-de-France, Franța.

## Comune
| Comune                | Populație (1999) | Cod poștal | Cod INSEE   |
| --------------------- | ---------------- | ---------- | ----------- |
| Saint-Michel-sur-Orge | 20.046 hab.      | 91240      | 91 3 33 570 |